# 강산
강산(强酸, 영어: strong acid)은 수용액에서 완전히 이온화한다고 가정할 수 있는 강전해질(strong electrolyte)이다. 강산은 물 속에서 거의 100% 이온화된다. 이 때 ‘거의’라는 의미는 3−4% 수준이 아니라, 0.00000……1 수준이기 때문에 소수점 둘째 자리까지 수를 반올림하였을 때에는 ‘100% 이온화한다.’는 표현이 정확하다.
염산(HCl), 질산(HNO3), 과염소산(HClO4), 황산(H2SO4)등 대부분의 강산은 무기산이다.

## 강산 용액의 종류
강산에는 다음과 같은 산이 있다.
- 황산(H2SO4)
- 질산(HNO3)
- 염산(HCl)
- 브로민화 수소산(HBr)
- 아이오딘화 수소산(HI)
- 과염소산(HClO4)
- 염소산(HClO3)

유의사항
- 황산(H2SO4)는 첫번째 해리만 거의 100% 진행된다. 강산 HA에서 A가 HSO4인 형태로 볼 수 있으며, HSO4는 약산이므로 두번째는 해리는 일부만 진행된다.

- 불산(HF)은 강산이 아닌 약산으로 분류된다. 사람의 몸에 닿거나 근처에 있기만 해도 심장마비 등의 치명적인 해를 입힐 수 있는 강한 산인 것은 맞으나, 수소 이온과 음이온으로 완전하게 해리되지 않는다. 하지만 순수한 농도일 경우에는 염산,황산등 다른 강산보다 더 센 산성도를 갖는다.

## 강산 용액의 Ka
강산 HA의 {\displaystyle K_{a}={[\mathrm {H} ^{+}]\cdot [\mathrm {A} ^{-}] \over [\mathrm {H} \mathrm {A} ]}}이므로 물 속에서 거의 100% 이온화하는 강산은 매우 큰 Ka 값을 가지고 있다.
(Ka>>>1 이므로 HA (aq)  ⇄ H+ (aq) + A- (aq)의 역반응은 거의 진행되지 않는다.)

## 강산 용액의 PH 계산
x M HA 수용액의 pH 구하기
1. 강산 HA는 거의 100% H⁺와 A⁻로 해리된다. 따라서 HA로부터 해리된 [H⁺] = x M이다.
2. 물의 자동 이온화에 의한 [H⁺] = 1.0×10⁻⁷ M이지만, 아주 작은 값이기 때문에 거의 무시할 수 있다.
3. 위에서 구한 [H⁺]와 pH = -log([H⁺])를 이용하여 pH를 구한다.